# Nesophontes paramicrus
A Nesophontes paramicrus az emlősök (Mammalia) osztályának Eulipotyphla rendjébe, ezen belül a kihalt karibicickány-félék (Nesophontidae) családjába tartozó faj.

## Előfordulása
Ez az állat kizárólag a Hispaniola nevű szigeten élt. Csak fosszilis formában ismert, főként bagolyköpetekben talált csontokból. Korábban maradványait, csak Haitin találták meg, aztán egy kiváló minőségű példány a Dominikai Köztársaságbeli Hato Mayor Province-ból is előkerült. Ezt a maradványt a Los Haitises Nemzeti Parkban levő Cueva de Bosque Humido nevű barlangban találták meg.
2016-ban, DNS-en alapuló törzsfejlődéses vizsgálatot végeztek ezen a 750 éves példányon. Ebből a kutatásból megtudtuk, hogy a karibicickány-félék legközelebbi rokonai patkányvakondfélék (Solenodontidae), és a két család több mint 40 millió évvel ezelőtt vált szét.

## Életmódja
A Nesophontes paramicrus valószínűleg éjszaka, az avarban mozgott és rovarokkal, valamint egyéb gerinctelenekkel táplálkozott.

## Kihalása
Kihalása az európai telepesek megjelenése utánra tehető, oka az erdők felégetése és mezőgazdasági termelésbe vonása, illetve patkányok (Rattus) és egerek (Mus) behurcolása lehetett.

## Fordítás
- Ez a szócikk részben vagy egészben  a   St. Michel nesophontes című angol Wikipédia-szócikk ezen változatának fordításán alapul.  Az eredeti cikk szerkesztőit annak laptörténete sorolja fel. Ez a jelzés csupán a megfogalmazás eredetét és a szerzői jogokat jelzi, nem szolgál a cikkben szereplő információk forrásmegjelöléseként.